# The Assembly
The Assembly est un groupe de synthpop britannique, originaire de Basildon en Angleterre. Il est formé en 1983 par l'ex-membre fondateur de Depeche Mode, Vince Clarke, et peut être considéré comme une sorte de « chaînon manquant » venu s'intercaler entre la dissolution du duo Yazoo (en 1983) et la formation du groupe Erasure (en 1985).

## Biographie
À l'origine, Vince Clarke souhaitait réaliser un album entier dont il assurerait lui-même la composition et tous les aspects musicaux tandis que des interprètes seraient invités pour prêter leur voix le temps d'une chanson. Cependant, ce projet avorte très rapidement ; du fait du manque de disponibilité et d'intérêt des chanteurs contactés, l'album ne voit jamais le jour.
Il en résulte que la discographie de The Assembly se borne à un unique single, Never Never, réalisé avec le chanteur irlandais des Undertones, Feargal Sharkey. Cette ballade est néanmoins un tube au Royaume-Uni (4e des ventes en novembre 1983,) et connait également un réel succès en Allemagne (n°19 en décembre 1983) ainsi qu'en Suisse (n°5). On trouve en face B de Never Never l'instrumental Start / Stop.
Ne parvenant pas à fédérer de participants autour du concept, Vince Clarke met un terme à The Assembly au bout de quelques mois et part alors en quête d'un chanteur permanent pour un autre projet. Il le trouvera en avril 1985 en la personne d'Andy Bell avec lequel il forme un autre groupe, durablement cette fois, puisqu'Erasure est toujours en activité.
En mai 2011, Sharkey apparait sur scène lors d'un set d'Erasure au festival Short Circuit de Mute Records pour jouer Never, Never avec Clarke.

## Discographie
- 1983 : Never Never (Never Never/Stop/Start (instrumental))